# Orangensalat

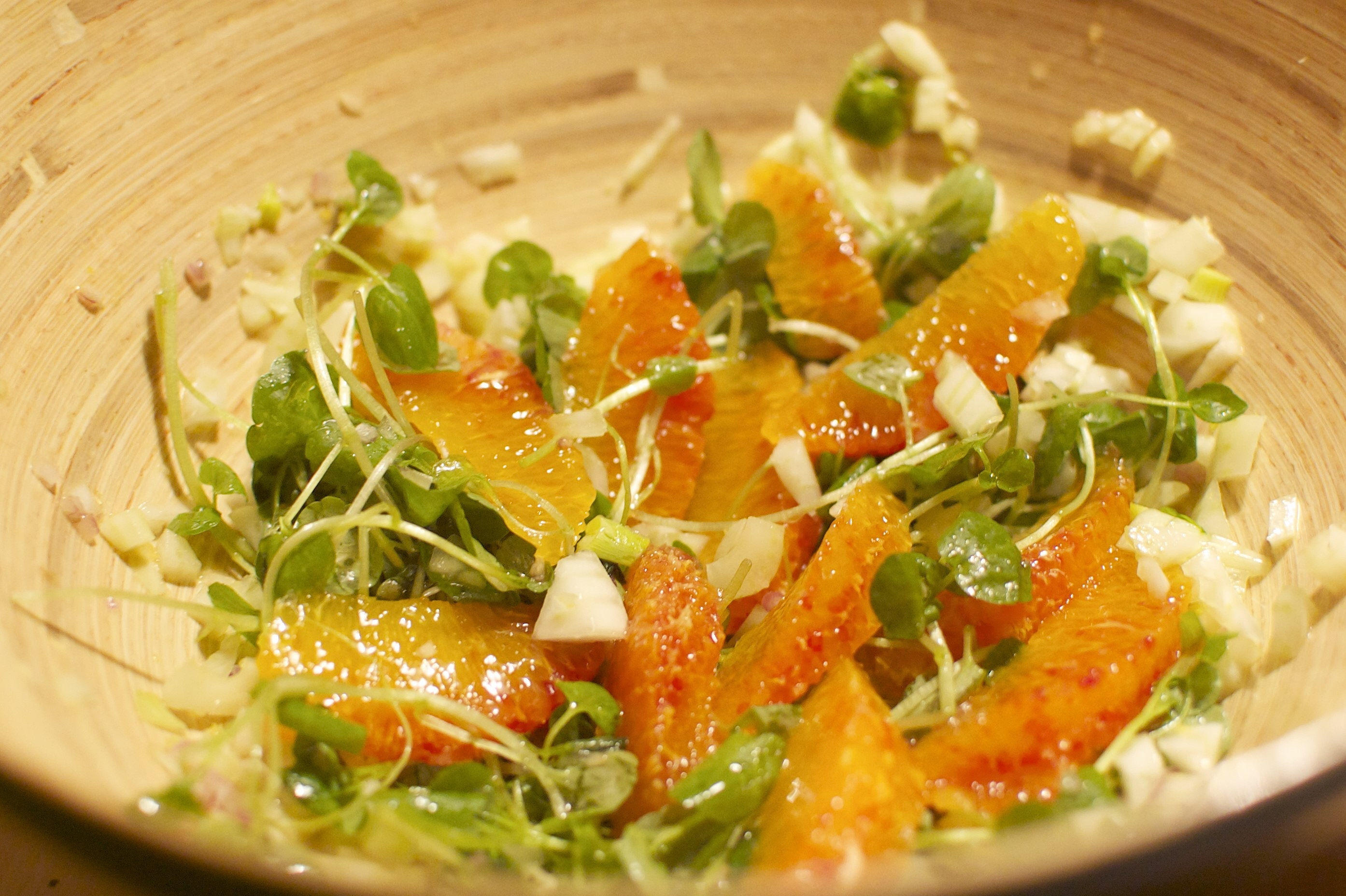
Orangensalat als Vorspeise bzw. Beilage (hier mit Blutorangenfilets, Fenchelwürfeln, Brunnenkresse und Zitronendressing)

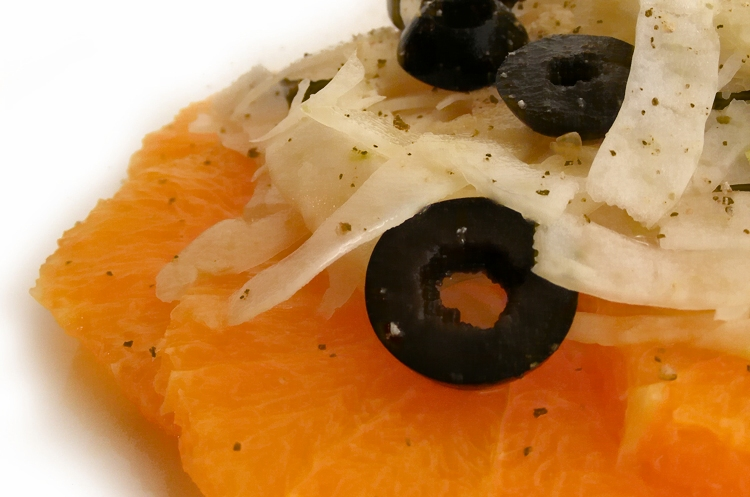
Sizilianischer Orangensalat (hier Variante mit Orangenscheiben, Fenchelstreifen, schwarzen Oliven, Olivenöl und schwarzem Pfeffer)

Als Orangensalat bezeichnet man allgemein Salate auf Basis der essbaren Segmente von Orangen. Orangensalat ist in zahlreichen Variationen als Vorspeise, Beilage und Dessert verbreitet.

## Zubereitung
Zur Vorbereitung entfernt man die äußere Schale und die weißen innenliegenden Hautschichten der Orangen. Anschließend schneidet man das Fruchtfleisch entweder in dünne Scheiben oder trennt die Filets heraus. Je nach Rezept wird das Fruchtfleisch auch in Würfel, Kreissegmente oder Streifen zerteilt. Je nachdem, zu welchem Gang der Salat serviert wird, fügt man weitere Zutaten wie Gemüse, Obst oder andere Früchte hinzu. Als Sauce und Marinade wird meist eine Vinaigrette verwendet, bei der ggf. der Essig gegen Orangen- oder Zitronensaft ausgetauscht wird. Typische Würzmittel sind neben Speisesalz und Pfeffer frische Kräuter und Honig. Ergänzt werden kann der Salat durch Rahm und Saure Sahne. Falls die Orangen mit Spirituosen wie Kirschwasser oder Curaçao mazeriert werden, fügt man lediglich noch Zucker hinzu und isst den Salat als Süßspeise.

## Varianten
- Als Sizilianischen Orangensalat bezeichnet man die Kombination mit fein geschnittenem Fenchel, Zwiebeln und Schwarzen Oliven.[1][2] In der sizilianischen Küche ist der Salat als Insalata di arance oder Insalata di arancia bekannt.[3] Das Gericht ist in seinen verschiedenen Varianten auch in der spanischen Küche verbreitet.[4]
- Je nach dem Verhältnis der Hauptzutaten Orangen und Fenchel bezeichnet man das Gericht auch als Fenchelsalat.